# Thynnascaris adunca
Thynnascaris adunca är en rundmaskart. Thynnascaris adunca ingår i släktet Thynnascaris och familjen Anisakidae. Inga underarter finns listade i Catalogue of Life.